# 老介福绸缎局

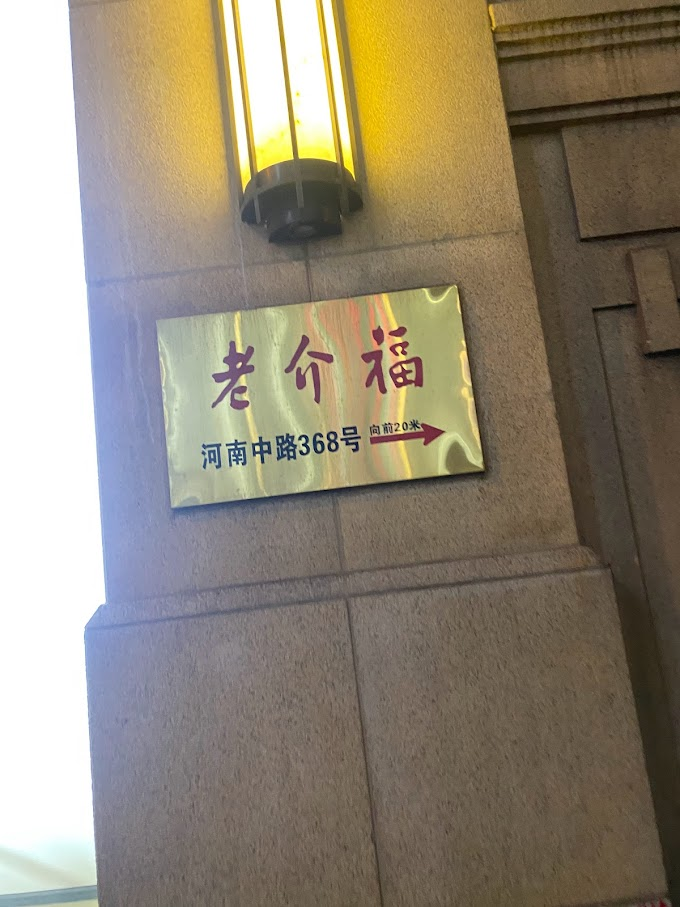
老介福

上海老介福商厦有限公司簡稱老介福，曾用名上海老介福商厦、老介福绸缎局，是中華人民共和國上海市一家绸缎商店。经营丝绸、贡缎、丝绣织品、丝绸被面等商品，在上海和杭州设有丝织、印染厂。
老介福创始于1860年（清咸丰十年）的棋盤街，原址位於上海九江路89号，當時福建人祝氏两兄弟合资经营名叫介福的丝绸店。介字指兄弟二人，福的意思是福建人，后因祝氏兄弟屡考不第，欲返原籍，遂将该店以六千两银盘给苏州人程芦舟，新店名老介福。多出來的老是源自當時商店的合夥人之一的程用六。當時程用六年紀較大，人稱老壽星。1935年，南京路上的哈同大楼落成后，老介福租下了大楼底层的500多平方米的铺面。1936年冬老介福迁驻哈同大楼，並起名老介福绸缎局。1937年3月开业。20世纪30年代，卓别林来到中華民国時向老介福定制了60打真丝格子碧绉衬衫。
中华人民共和国成立后，改名老介福绸布呢绒商店。1955年，中共對私营企業进行社会主义改造，老介福进入公私合营並成为上海市纺织品公司下屬企业。1964年，老介福在原址上扩充。1993年更名為老介福商廈。20世紀末，老介福商厦和培罗蒙西服公司联手成立培罗蒙总公司。2008年8月底，老介福商厦从南京大樓1樓迁移至六楼经营，並成立老介福福寿服饰用品公司和老介福床上用品公司。2016年9月，黄浦区国有资产监督管理委员会統一上海新世界（集团）有限公司将上海新世界纺织品服饰有限公司所持有的上海老介福商厦89.29%产权和上海市黄浦区金光绸缎呢绒商店所持有的上海老介福商厦10.71%产权划转至上海培罗蒙西服公司。

## 外部連結
- 官方网站